# Flip (entreprise)
Pour les articles homonymes, voir flip.
Flip est une entreprise de fabrication de skateboard. Elle est dirigée par Jeremy Fox. En 2010, elle n'emploie qu'un seul rider américain, PJ Ladd (chez Plan B en 2006).
Auparavant appelée DeathBox, elle a changé de nom lorsqu'elle a quitté l'Angleterre pour les États-Unis.

## Membres de l'équipe Flip

### Membres pro
- Ali Boulala, handicapé à la suite de son accident avec Shane Cross
- Arto Saari (Pro)
- Lance Mountain (Pro)
- Tom Penny (Pro)
- Rune Glifberg (Pro)
- David Gonzales (Pro)
- Bob Burnquist (Pro)
- Luan Oliveira (Pro)
- Shane Cross, décédé le 6 mars 2007 à la suite d'un accident de moto.
- Louie Lopez (Pro)
- Alec Majerus (pro)
- Curren Caples (Pro)
- Matt Berger (Pro)

## Membres international
- Willow
- Axel Cruysberghs